# Azza (Film)
Azza ist ein deutscher Dokumentarfilm unter der Regie von Stefanie Brockhaus aus dem Jahr 2025. Seine Uraufführung hatte Azza am 21. März 2025 beim CPH:DOX-Filmfest in Kopenhagen, im Mai 2025 folgte beim DOK.fest München 2025 in der Wettbewerbsreihe Empowered die deutsche Premiere.

## Inhalt
Das Publikum erlebt die saudi-arabische Fahrlehrerin Azza als vorausschauende, ihrer Schülerin zugewandte Autofahrerin. Doch wenn sie von anderen Autos abgedrängt oder geschnitten wird, flucht sie und fotografiert zur Abschreckung sichtbar das Nummernschild, selbst wenn das für die in der Regel männlichen Fahrer keine Konsequenzen haben wird. Azza erzählt der Regisseurin im Auto von den Anfängen ihrer Fahrschule mit nur einer Schülerin im Jahr 2018, als Frauen das Autofahren in Saudi-Arabien erlaubt wurde. Bei einer geschäftlichen Besprechung wird klar, dass der Fahrunterricht nicht so einträglich ist wie erhofft, da Azza nur zwei bis drei Schülerinnen pro Tag hat.
Azza berichtet, dass sie die Schule nur bis zum Alter von 16 Jahren besuchen konnte und ihr Vater sie und auch die übrigen Familienmitglieder oft schlug. Schon als Kind verließ sie gegen den Willen des Vaters immer wieder das Haus. Einmal entfernte sie sich ohne Erlaubnis während eines Besuchs der Moschee in Mekka von den Eltern und wurde dafür ein Jahr lang in ihrem Zimmer eingesperrt. Danach suchte ihr Vater ihr einen Ehemann. Als sie sich gegen seinen Plan der Zwangsverheiratung wehrte, bedrohte er sie mit einem Messer und sperrte sie ein, sodass sie schließlich nachgab. Aufgrund dieser Umstände konnte sie keinen Universitätsabschluss erwerben. Azza beklagt die Ungerechtigkeit, dass ein Führerschein nicht als Abschluss anerkannt wird, doch sie findet keine Anstellung und es bleibt ihr nur die Selbständigkeit.
Als Azza sich 2015 von ihrem gewalttätigen Mann scheiden lassen wollte, fuhr sie mit dem Auto ihres Mannes nach Dschidda. Sie drohte damit, den Wagen zu Schrott zu fahren, wenn er sie nicht freigebe. So kam es zwar zur Scheidung, doch das Sorgerecht für ihre drei gemeinsamen Töchter und ihren Sohn konnte sie als Frau nicht bekommen. Sie kann ihre Kinder nur selten sehen. In einer Szene wird thematisiert, dass Azzas Exmann die besonders empfindliche Tochter Renad geschlagen hat, weil diese sich die Haare geschnitten hatte. Azza sucht nach Hilfe, erfährt aber bei der Polizei, dass sie sich ans Gericht wenden muss. Bei einem Treffen erzählen Azzas westlich gekleidete Töchter ihrer Mutter, dass sie von einer Zukunft in Paris oder New York träumen. 
Azzas Herkunftsfamilie brach nach ihrer Scheidung den Kontakt zu ihr ab. Ihre Mutter hatte sich dem Vater immer untergeordnet und in mehreren Ehen 16 Kinder bekommen, von denen drei nicht mehr am Leben sind. Sobald es 2017 Frauen erlaubt wurde, eine eigene Wohnung zu mieten, nutzte Azza dies, um sich ein Leben aufbauen zu können. Sie heiratete einen Mann, den sie liebt, bekam noch ein Kind und wurde dann auch wieder von ihrer Familie akzeptiert. Doch der Spagat zwischen Familie und Beruf zehrt an Azzas Kräften.
Azzas Mann ist damit einverstanden, dass seine Frau mit dem Filmteam einen mehrtägigen Ausflug in die Wüste macht. Dort taucht Azza in die Schönheit ihres Heimatlandes ein. Sie rollt sich eine Düne hinunter und erzählt, wie sie als Kind mit einem Schlitten die Dünen hinuntergefahren sei und später gerne im Auto gespielt habe – ein Hinweis auf ihren Beruf. So wird die Verbindung zu den unbelasteten Seiten ihrer Vergangenheit und zu Saudi-Arabien spürbar. In einer Szene klopft Azza als Geschenk für ihren Vater einen phallusförmigen Edelstein aus einem Felsen. Dies kostet sie große Mühe und zeigt ihr Durchhaltevermögen und ihre Entschlossenheit.
Bei der Begegnung mit einer Beduinengruppe in der Wüste wird vermittelt, dass in dieser Kultur der Mann seine Kamele über seine Frau stellt und diese zwar einen Uniabschluss hat, aber als Hausfrau zufrieden ist. Azza erzählt, wie sehr sie ihre Schwestern vermisst. Diese sind verheiratet und von ihren Männern abhängig, die sie nicht aus dem Haus lassen. So ergibt sich ein Spektrum aus ganz unterschiedlichen Lebensrealitäten von Frauen in Saudi-Arabien. Das Autofahren wird dabei als wichtige Emanzipationsmöglichkeit für Frauen dargestellt.

## Produktion

### Filmstab
Regie führte Stefanie Brockhaus, die auch die Autorin des Filmes ist. Die Kameraführung lag in den Händen von Anne Misselwitz und Stefanie Brockhaus, die Musik komponierte  Amélie Legrand und für den Filmschnitt war Ulrike Tortora verantwortlich. Für den Ton war Stefanie Brockhaus zuständig, für das Sound Design Kirsten Kunhardt.

### Produktion und Förderungen
Die Filmemacherin suchte nach ihrem Dokumentarfilm The Poetess, der auf der Auswahlliste für den Europäischen Filmpreis 2018 stand und in Saudi-Arabien spielt, den Kontakt zu jungen Frauen aus dem Land, die Autofahren lernen wollten. Sie lernte Azza kennen und folgte ihrer Protagonistin seit 2018 in regelmäßigen Abständen. Die Dreharbeiten waren dank einer offiziellen Drehgenehmigung unproblematisch, solange keine Aufnahmen von Gebäuden von Regierung oder Königshaus gemacht wurden. Doch gelang es nur selten, die Zustimmung von Menschen in Azzas Umfeld dazu zu bekommen, dass sie im Film gezeigt wurden. Daher blieben die Filmszenen mit Azzas Vater, ihren jetzigen Ehemann und den Kindern Ausnahmen.
Produziert wurde der Film von Hans Robert Eisenhauer. Die Produktionsfirma war die Ventana-Film GmbH, der Vertrieb läuft über die Syndicado Film Sales.
Eine Produktionsförderung in Höhe von 180.000 Euro kam vom Beauftragten der Bundesregierung für Kultur und Medien, vom FFF Bayern 2020 eine Nachwuchsförderung für Erstlingsfilme in Höhe von 100.000 Euro.

### Dreharbeiten und Veröffentlichung
Arbeitstitel war Driving Force. Gedreht wurde an 44 Tagen.
Seine Uraufführung hatte Azza am 21. März 2025 beim CPH:DOX-Filmfest in Kopenhagen.
Der Film konnte im Mai 2025 beim DOK.fest München 2025 seine deutsche Premiere in der Wettbewerbsreihe Empowered feiern.

## Auszeichnungen und Nominierungen
- 2025: CPH:DOX: Offizielle Auswahl
- 2025: DOK.fest München 2025: Nominierung für die VIKTORIA DOK.international Main Competition